# Carlo Conti (Kardinal)
Carlo Kardinal Conti (* 28. August 1556 in Rom; † 3. Dezember 1615 ebenda) war Bischof von Ancona und Numana und seit 1604 Kardinal der Römischen Kirche.

## Leben
Carlo Conti stammte aus dem bedeutenden römischen Adelsgeschlecht Conti, seine Eltern waren Torquato I Conti, Herzog von Poli, und Violante Farnese aus dem Haus Farnese und Latera. Zu seinen Neffen zählen die Feldherrn Torquato II Conti und Innocentio Conti sowie der Kardinal Giannicolò Conti. Seine Ausbildung erhielt Carlo in Rom am Collegio Germanico, an der Universität Perugia studierte er Rechtswissenschaften, dort promovierte er auch zum Doktor beider Rechte.
Carlo Conti wurde mit einem päpstlichen Dispens wegen seines eigentlich noch zu geringen Alters am 1. Juli 1585 zum Bischof des Bistums von Ancona und Numana ernannt und empfing am 21. Juli desselben Jahres durch Giovanni Battista Kardinal Castagna, den späteren Papst Urban VII., die Bischofsweihe; Mitkonsekratoren waren Filippo Sega, Bischof von Piacenza, und Vincenzo Casali, Bischof von Massa Marittima. Die Ernennung zum Kardinal wurde ihm anlässlich des Konsistoriums vom 9. Juni 1604 von Papst Clemens VIII. erteilt, am 1. Juni 1605 wurde er zum Kardinalpriester von San Crisogono bestellt. Am 17. August 1605 wurde er Kardinalpriester von San Clemente, am 7. Januar 1613 zum Kardinalpriester von Santa Prisca ernannt. Carlo Conti nahm sowohl an dem Konklave im März als auch an dem im Mai des Jahres 1605 teil.